# Тодор Циповски
Тодор Циповски — Мерџан (Тетово, 16. новембар 1920 — Горња Река, код Дебра, 19. септембар 1944), учесник Народноослободилачке борбе и народни херој Југославије.

## Биографија
Рођен је 16. новембра 1920. године у Тетову, у сиромашној занатлијској породици. После основне, завршио је вечерњу трговачку школу у Београду. Након тога је кренуо да ради и учи молерски занат. Пошто се истакао у демонстрацијама и другим сукобима са полицијом, био је примљен за члана Савеза комунистичке омладине Југославије. Почетком 1941. године, полиција га је ухапсила након једне демонстрације.
После изласка из затвора пребацио се у већ окупирано Скопље и тамо се укључио у партијски рад, организујући скупљање оружја за устанак. Био је веома активан у свом задатку, па је у јануару 1942. године примљен у Комунистичку партију Југославије. Из Скопља је, по задатку, био упућен на илегални партијски рад у Тетово. Тамо је у јулу 1942. године постао члан Окружног комитета КПЈ за западну Македонију, која је била под италијанском окупацијом. Крајем 1942. године постао је секретар Окружног комитета. У пролеће 1943. године, имао је велике заслуге у формирању Мавровског и Тетовског партизанског одреда.
У својству секретара Окружног комитета Тетова, био је организатор одржавања првог састанка Централног комитета Комунистичке партије Македоније у Тетову, 19. марта 1943. године.
У јуну 1943. године, пао је у руке италијанској полицији. Био је подвргнут мучењу, али ништа није признао. Одмах после капитулације Италије у септембру 1943. године, постао је секретар Обласног комитета КПМ са седиштем у ослобођеном Дебру. Често је ишао по терену и радио на јачању и ширењу Народноослободилачког покрета.
Са мањом групом, активиста, Тодор се 19. септембра 1944. године налазио на терену Горње Реке. Када су ушли у село, оно је убрзо постало опкољено од стране јаких балистичких снага. У борби која је уследила, погинуо је Тодор Циповски Мерџан.
Указом Президијума Народне скупштине Федеративне Народне Републике Југославије, 5. јула 1951. године, проглашен је за народног хероја.